# Parrocchie della diocesi di Saluzzo

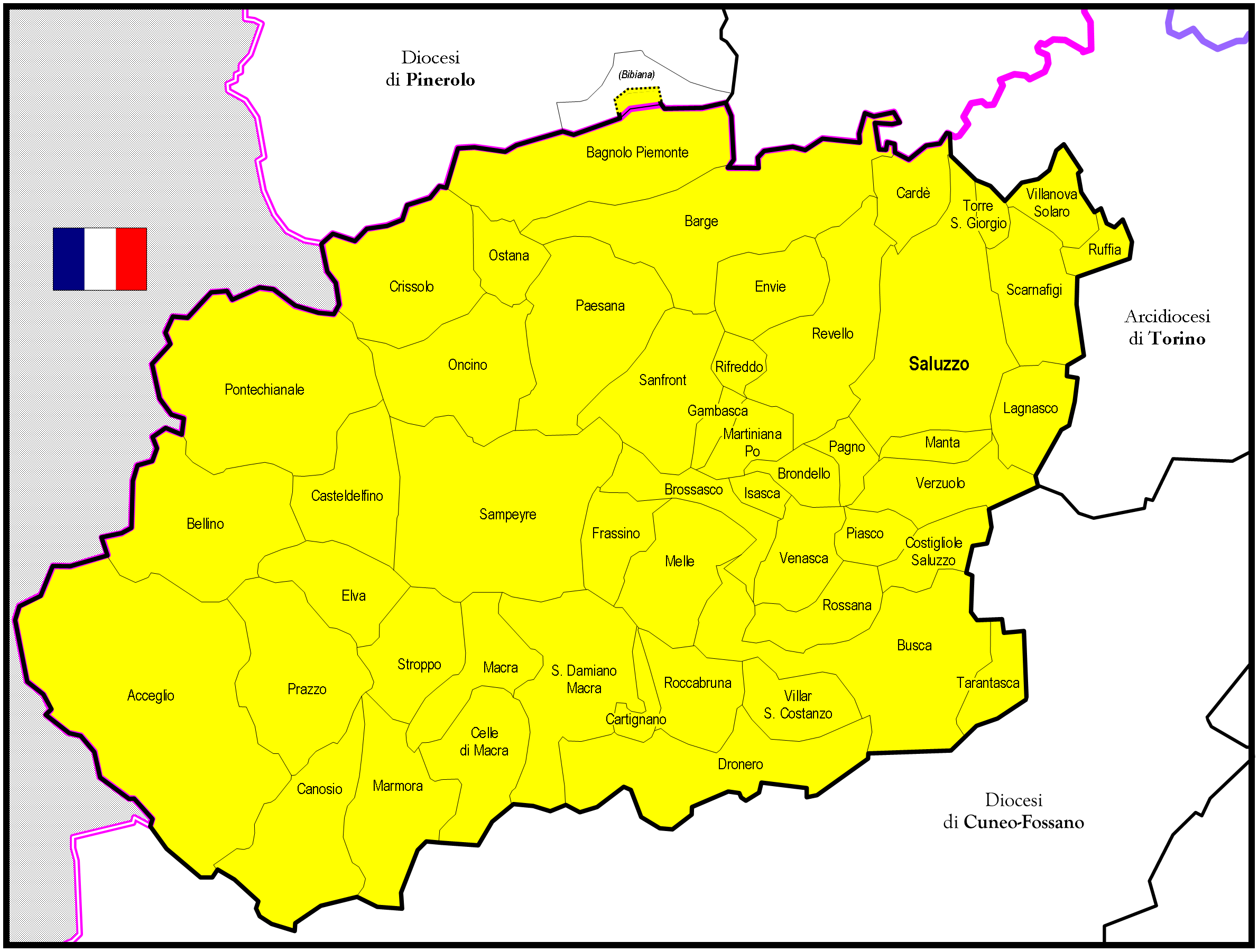
Il territorio della diocesi

Le parrocchie della diocesi di Saluzzo sono 91.

## Zone pastorali
La diocesi è organizzata in 6 zone pastorali. 

### Zona pastorale di Saluzzo e Pianura
| Parrocchia                     | Patrono                                 | Comune            | Frazione/Quartiere |
| ------------------------------ | --------------------------------------- | ----------------- | ------------------ |
| Saluzzo - cattedrale           | Santa Maria Assunta                     | Saluzzo           | centro             |
| Saluzzo - Madonna Ausiliatrice | Madonna Ausiliatrice                    | Saluzzo           | centro             |
| Saluzzo - Via dei Romani       | Santa Maria della Neve                  | Saluzzo           | Via dei Romani     |
| Brondello                      | Santa Maria Assunta                     | Brondello         | centro             |
| Cardè                          | Santa Caterina                          | Cardè             | centro             |
| Castellar                      | Santa Caterina                          | Saluzzo           | Castellar          |
| Cervignasco                    | Santa Margherita                        | Saluzzo           | Cervignasco        |
| Lagnasco                       | Santa Maria delle Grazie                | Lagnasco          | centro             |
| Pagno                          | Santi Pietro Apostolo e Colombano Abate | Pagno             | centro             |
| Ruffia                         | San Giacomo Apostolo                    | Ruffia            | centro             |
| San Bernardino                 | San Bernardino da Siena                 | Saluzzo           | San Bernardino     |
| San Bernardo                   | Santi Martino Vescovo e Bernardo Abate  | Saluzzo           | San Bernardo       |
| Scarnafigi                     | Santa Maria Assunta                     | Scarnafigi        | centro             |
| Torre San Giorgio              | San Giorgio Martire                     | Torre San Giorgio | centro             |
| Villanova Solaro               | San Martino Vescovo                     | Villanova Solaro  | centro             |

### Zona pastorale di Barge, Bagnolo Piemonte e Valle Po
| Parrocchia                  | Patrono                                                       | Comune           | Frazione/Quartiere |
| --------------------------- | ------------------------------------------------------------- | ---------------- | ------------------ |
| Barge                       | San Giovanni Battista                                         | Barge            | centro             |
| Bagnolo Piemonte            | San Pietro in Vincoli                                         | Bagnolo Piemonte | centro             |
| Mondarello                  | Santa Maria delle Grazie                                      | Barge            | Mondarello         |
| Crocera                     | Nostra Signora di Lourdes e San Pietro un Vincoli             | Barge            | Crocera            |
| Famolasco                   | San Biagio di Sebaste                                         | Bibiana          | Famolasco          |
| San Martino di Barge        | San Martino Vescovo                                           | Barge            | San Martino        |
| Villar                      | San Giovanni Battista                                         | Bagnolo Piemonte | Villar             |
| Villaretto                  | San Giovanni Evangelista                                      | Bagnolo Piemonte | Villaretta         |
| Revello                     | Santa Maria Assunta                                           | Revello          | centro             |
| Calcinere                   | Sant'Antonio                                                  | Paesana          | Calcinere          |
| Crissolo                    | San Giovanni Battista                                         | Crissolo         | centro             |
| Envie                       | Santi Marcellino, Pietro Apostolo ed Erasmo Vescovo e Martire | Envie            | centro             |
| Gambasca                    | San Sebastiano Martire                                        | Gambasca         | centro             |
| Martiniana Po               | Sant'Andrea Apostolo                                          | Martiniana Po    | centro             |
| Occa                        | Santo Nome di Maria                                           | Envie            | Occa               |
| Oncino                      | Santo Stefano Protomartire                                    | Oncino           | centro             |
| Ostana                      | San Claudio                                                   | Ostana           | centro             |
| Paesana                     | Santa Maria                                                   | Paesana          | centro             |
| Rifreddo                    | San Nicolao                                                   | Rifreddo         | centro             |
| Robella                     | Madonna della Neve                                            | Sanfront         | Robella            |
| Rocchetta                   | Madonna della Neve                                            | Sanfront         | Docchetta          |
| Sanfront                    | San Martino Vescovo                                           | Sanfront         | centro             |
| San Firmino di Revello      | San Firmino                                                   | Revello          | San Firmino        |
| Santa Margherita di Paesana | Santa Margherita Vergine e Martire                            | Paesana          | Santa Margherita   |

### Zona pastorale di Busca, Dronero e Valle Maira
| Parrocchia                   | Patrono                                                | Comune              | Frazione/Quartiere |
| ---------------------------- | ------------------------------------------------------ | ------------------- | ------------------ |
| Busca                        | Santa Maria Assunta                                    | Busca               | centro             |
| Bosco di Busca               | Natività della Beata Vergine Maria Santissima          | Busca               | Bosco              |
| Castelletto di Busca         | Santa Maria Maddalena                                  | Busca               | Castelletto        |
| San Chiaffredo di Busca      | San Chiaffredo                                         | Busca               | San Chiaffredo     |
| San Vitale di Busca          | San Vitale                                             | Busca               | San Vitale         |
| Santa Cristina di Tarantasca | San Cristina di Bolsena Martire                        | Tarantasca          | Santa Cristina     |
| Tarantasca                   | San Bernardo di Chiaravalle Abate                      | Tarantasca          | centro             |
| Dronero                      | Santi Andrea Apostolo e Ponzio Martire                 | Dronero             | centro             |
| Acceglio                     | Beata Vergine Assunta e Sante Margheria e Lucia        | Acceglio            | centro             |
| Celle di Macra               | San Giovanni Battista                                  | Celle di Macra      | centro             |
| Canosio                      | Natività di Maria e san Lorenzo Martire                | Canosio             | centro             |
| Cartignano                   | San Lorenzo Martire                                    | Cartignano          | centro             |
| Elva                         | Santa Maria Assunta                                    | Elva                | centro             |
| Macra                        | San Marcellino e Maria Vergine Assunta                 | Macra               | centro             |
| Marmora                      | San Massimo                                            | Marmora             | centro             |
| Monastero                    | Sant'Antonio                                           | Dronero             | Monastero          |
| Morra                        | Santa Maria Assunta                                    | Villar San Costanzo | Morra              |
| Pagliero                     | San Giovanni Battista                                  | San Damiano Macra   | Pagliero           |
| Pratavecchia                 | San Giacomo                                            | Dronero             | Pratavecchia       |
| Prazzo                       | Maria Vergine Annunziata e Santi Pietro e Stefano      | Prazzo              | centro             |
| Roccabruna                   | Santa Maria Assunta                                    | Roccabruna          | centro             |
| San Giuliano                 | San Giuliano                                           | Roccabruna          | San Giuliano       |
| San Damiano Macra            | Santi Cosma, Damiano, Giacomo, Vincenzo e Anastasio    | San Damiano Macra   | centro             |
| Stroppo                      | San Giovanni Battista                                  | Stroppo             | centro             |
| Tetti di Dronero             | Santi Michele Arcangelo e Margherita Vergine e Martire | Dronero             | Tetti              |
| Tetto Rosso                  | Sacra Famiglia                                         | Roccabruna          | Tetto Rosso        |
| Villar San Costanzo          | San Pietro in Vincoli                                  | Villar San Costanzo | centro             |

### Zona pastorale di Verzuolo e Valle Varaita
| Parrocchia                         | Patrono                                          | Comune              | Frazione/Quartiere |
| ---------------------------------- | ------------------------------------------------ | ------------------- | ------------------ |
| Verzuolo - SS. Filippo e Giacomo   | Santi Filippo e Giacomo Apostoli                 | Verzuolo            | centro             |
| Verzuolo - Santa Maria della Scala | Beata Vergine Maria                              | Verzuolo            | centro             |
| Becetto                            | Natività di Maria e Sant'Antonio                 | Sampeyre            | Becetto            |
| Bellino                            | San Giacomo Apostolo                             | Bellino             | Chiesa             |
| Bricco                             | Visitazione di Maria                             | Venasca             | Bricco             |
| Brossasco                          | Santi Andrea e Sisto e Beata Vergine della Spina | Brossasco           | centro             |
| Casteldelfino                      | Santa Margherita Vergine e Martire               | Casteldelfino       | centro             |
| Celle                              | Santo Spirito                                    | Bellino             | Celle              |
| Chianale                           | San Lorenzo Martire                              | Pontechianale       | Chianale           |
| Costigliole Saluzzo                | Santa Maria Maddalena                            | Costigliole Saluzzo | centro             |
| Falicetto                          | San Bartolomeo Apostolo                          | Verzuolo            | Falicetto          |
| Frassino                           | Santi Stefano e Maurizio                         | Frassino            | centro             |
| Isasca                             | San Massimo                                      | Isasca              | centro             |
| Manta                              | Santa Maria degli Angeli                         | Manta               | centro             |
| Melle                              | Santi Giovanni Battista e Eusebio                | Melle               | centro             |
| Piasco                             | San Giovanni Battista                            | Piasco              | centro             |
| Pontechianale                      | San Pietro in Vincoli                            | Pontechianale       | Chiesa             |
| Rore                               | San Nicolao                                      | Sampeyre            | Rore               |
| Rossana                            | Santa Maria Assunta e San Marco Evangelista      | Rossana             | centro             |
| Sampeyre                           | Santi Pietro e Paolo e Maria Vergine Assunta     | Sampeyre            | centro             |
| Sant'Antonio di Piasco             | Sant'Antonio                                     | Piasco              | Sant'Antonio       |
| Valmala                            | San Giovanni Battista                            | Busca               | Valmala            |
| Venasca                            | Santa Maria Assunta                              | Venasca             | centro             |
| Villanovetta                       | Sant'Andrea Apostolo                             | Verzuolo            | Villanovetta       |